# Lasse Petersdotter

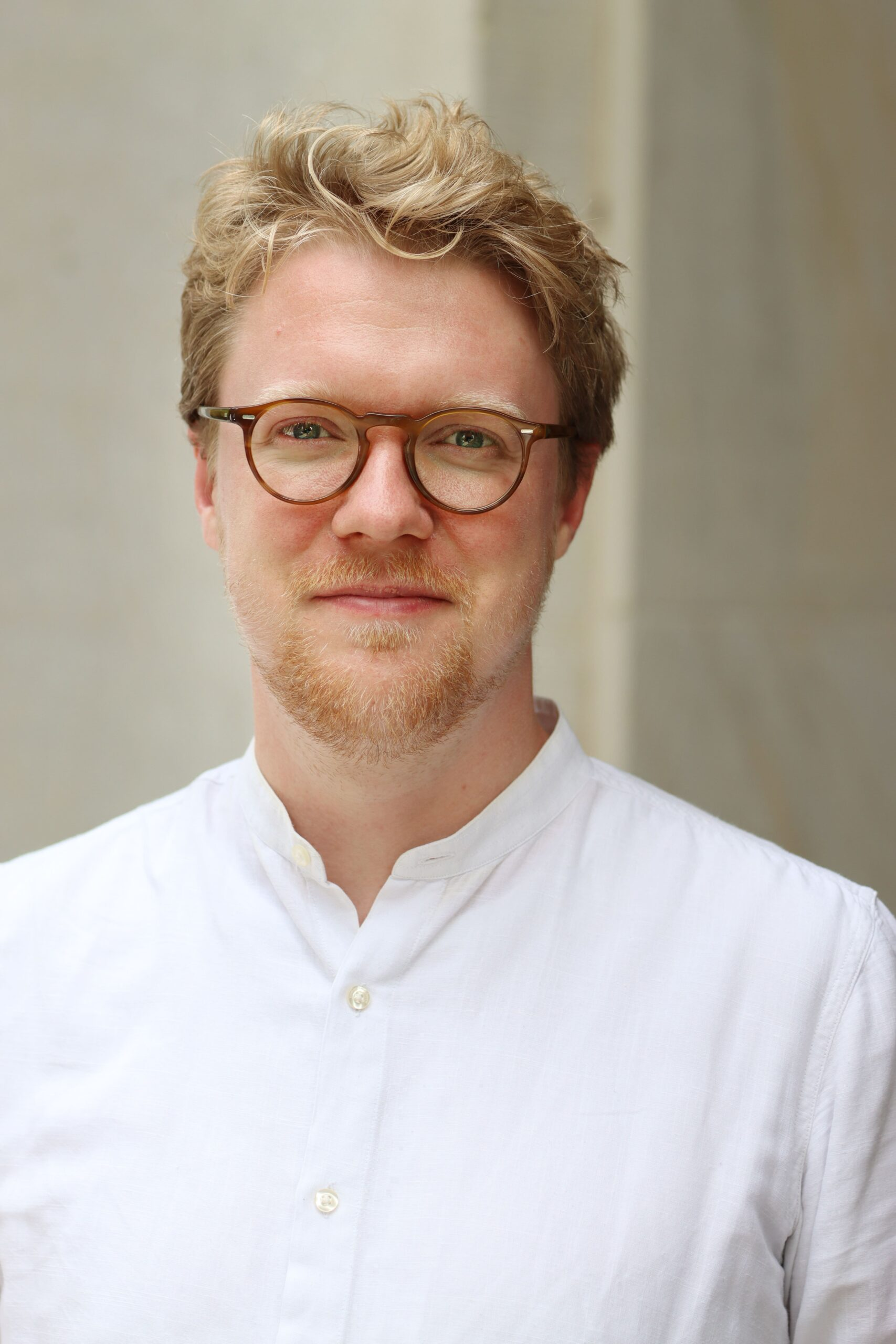
Lasse Petersdotter, 2022

Lasse Petersdotter (* 8. Mai 1990 in Preetz) ist ein deutscher Politiker (Bündnis 90/Die Grünen). Er ist seit Juni 2022 Fraktionsvorsitzender der Grünen im Schleswig-Holsteinischen Landtag, dem er seit 2017 angehört.

## Leben
Petersdotter wurde in Preetz (Kreis Plön) geboren, verbrachte seine Kindheit und Jugend bis auf die ersten drei Jahre jedoch in Kiel. Von 2001 bis 2008 besuchte er dort die Goethe-Realschule und anschließend das Regionale Berufsbildungszentrum (RBZ) Wirtschaft in Kiel-Ravensberg, an dem er 2011 das Abitur ablegte. Er studierte Politikwissenschaft und Islamwissenschaft an der Christian-Albrechts-Universität zu Kiel mit dem Abschluss als Bachelor 2016.
Petersdotter engagierte sich in der Grünen Jugend und war von 2013 bis 2016 deren Landesvorsitzender in Schleswig-Holstein. An der Universität zu Kiel war er von 2011 bis 2015 Mitglied und von 2013 bis 2014 Vorsitzender des Allgemeinen Studierendenausschusses sowie von 2014 bis 2016 Mitglied des akademischen Senats. Von 2013 bis 2015 gehörte er dem schleswig-holsteinischen Landesvorstand der Jungen Europäischen Föderalisten an. In der Landtagsfraktion der Grünen im Schleswig-Holsteinischen Landtag übernahm er als Mitarbeiter Aufgaben im Bereich Netzpolitik sowie Presse- und Öffentlichkeitsarbeit. 2015 wurde er in den Parteirat von Bündnis 90/Die Grünen Schleswig-Holstein gewählt, dessen Mitglied er bis 2018 war.
Bei der Landtagswahl 2017 war er Direktkandidat seiner Partei im Wahlkreis Kiel-West und errang 13,3 % der Erststimmen. Über die Landesliste erhielt er ein Mandat im Landtag. Seine Zuständigkeitsbereiche umfassen die Themen Finanzen und Haushalt, Hochschule, Politische und Erwachsenenbildung, Medien sowie Strategien gegen Rechtsextremismus. Er war Mitglied im Europaausschuss und stellvertretender Vorsitzender im Finanzausschuss. Ab 2019 war er stellvertretender Fraktionsvorsitzender.
Bei der Landtagswahl 2022 kandidierte er auf Listenplatz 4 seiner Partei und als Direktkandidat im Wahlkreis Kiel-Nord. Er wurde mit 32,4 Prozent der abgegebenen Stimmen direkt gewählt. Seit Juni 2022 ist er Fraktionsvorsitzender der Grünen im Schleswig-Holsteinischen Landtag. Er ist erneut Mitglied im Finanzausschuss und erstmalig auch im Wirtschaftsausschuss.
Seit Juli 2019 ist Lasse Petersdotter zusammen mit Aminata Touré Host des Podcasts „Das nehme ich mal mit“.